# Turda Nouă
Turda Nouă (în germană Neu-Thorda, în maghiară Újtorda) a fost un sat în județul Cluj, care acum este înglobat în municipiul Turda, ca un cartier al acestuia, de la strada Avram Iancu spre Cluj-Napoca.

## Istoric
La sfârșitul secolului al XIII-lea, pe hotarul localității Copăceni, coloniștii germani (sași) privilegiați ai orașului Turda înființaseră, un nou „cartier" denumit ulterior Turda Nouă. Donațiile necesare fondării au fost primite de la regele Carol Robert de Anjou în anul 1332. În diploma de donație sunt înscrise o serie de construcții aflate în posesia coloniștilor: 60 de case și viile aparținătoare, mori și biserica cu hramul Sf. Ladislau. Documentele din secolul al XIV-lea menționează de mai multe ori doi juzi turdeni, aceasta putând fi interpretat ca o confirmare a independenței administrative ale celor două localități, Turda Veche și Turda Nouă.
La 2 februarie 1438 s-a întrunit la Turda Adunarea Generală a nobilimii din Ardeal care a aprobat documentul ”Unio Trium Nationum”. Prin aceasta a fost ratificată uniunea încheiată în septembrie 1437 la Căpâlna, prin care s-au luat măsuri de reprimare a răscoalei țărănești de la Bobâlna. “Dealul Spânzuraților” din cartierul Turda Nouă amintește locul unde au fost spânzurați 9 dintre participanții la Răscoala de la Bobâlna, originari din zona Turda.
Luptele interne între trupele austriece (lobonți) și cele ale nobilimii maghiare din Transilvania (curuți), care au urmat morții lui Mihai Viteazu, au provocat mari distrugeri orașului Turda, dar mai ales părților situate în afara incintei fortificate. Îndeosebi Turda Nouă a căzut pradă jafurilor și incendiilor, rămânând aproape depopulată. Sub amenințarea devastărilor pricinuite de ciocnirile dintre cele două tabere, localnicii s-au adăpostit în spatele zidurilor bisericii. Cei care au reușit să supraviețuiască acestor încercări la care au fost supuși, au luat calea pribegiei.

## Cimitire
În cartierul Turda Nouă se găsesc direct alăturate un cimitir creștin și un cimitir evreiesc (cimitir părăsit, din lipsă de credincioși mozaici). Intrarea în cimitirul creștin se face prin str. Vasile Goldiș, iar intrarea în cimitirul evreiesc prin str. A.I.Cuza.

## Galerie de imagini

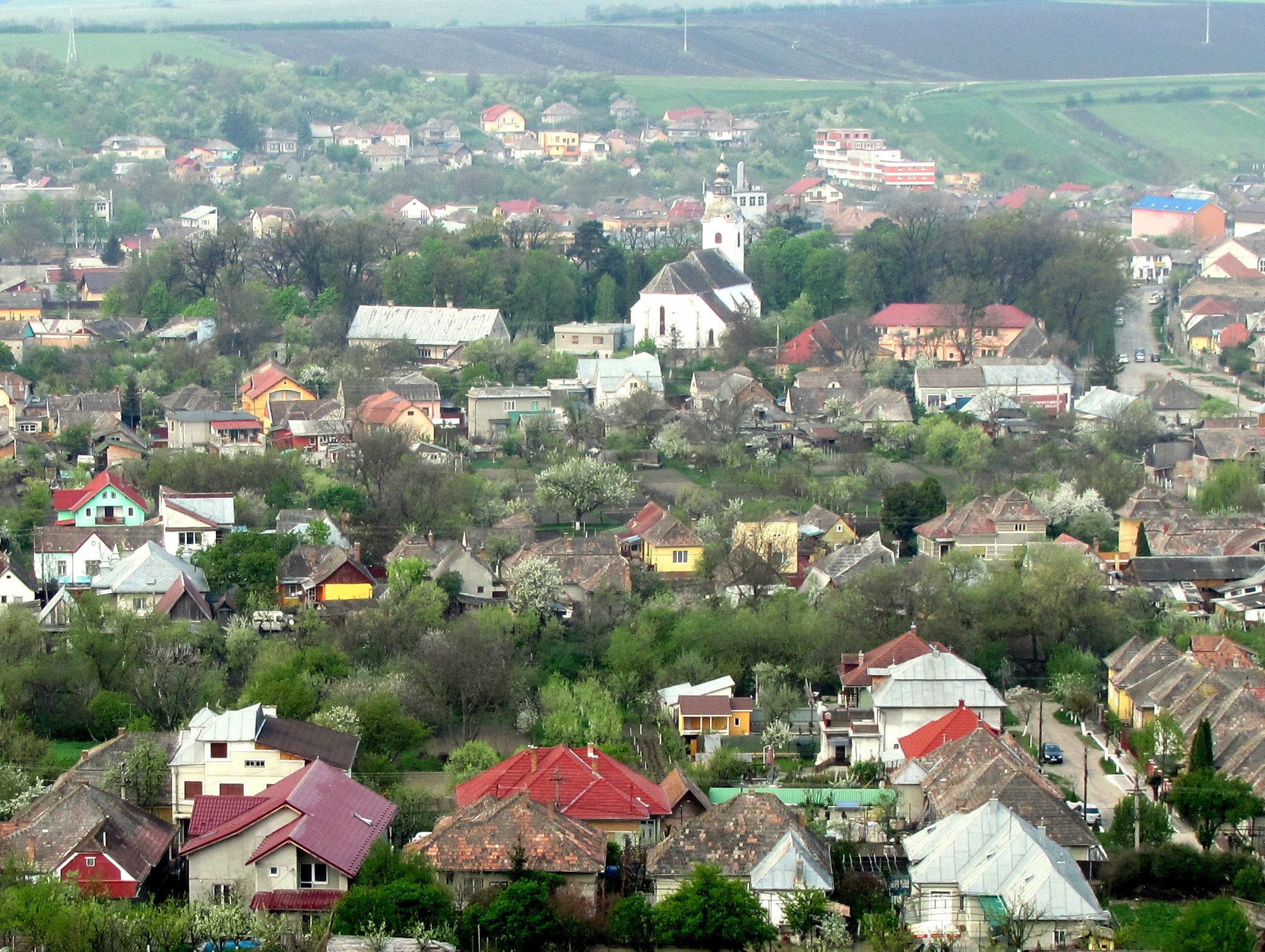
Cartierul Turda Nouă
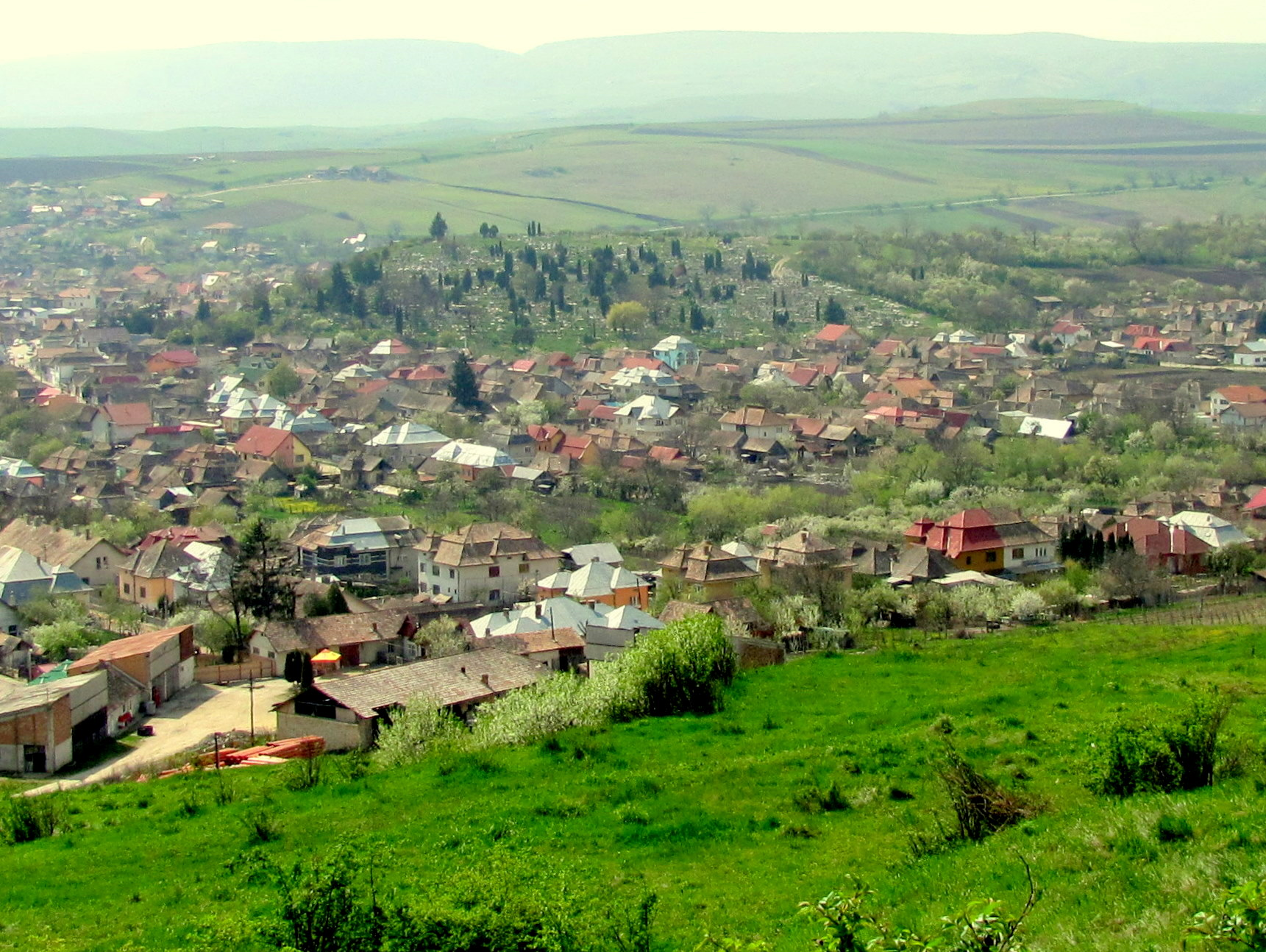
Vedere spre cimitirele creştin şi evreiesc din Turda Nouă